# Monte Popomanaseu
Monte Popomanaseu es la montaña más alta de las Islas Salomón. Se encuentra en la isla de Guadalcanal al este del monte Makarakomburu. Con 2335 metros (7661 pies), es el pico más alto en el Pacífico insular Sur, con exclusión de Nueva Guinea y sus islas satélite. Haciendo un paneo a través del Pacífico Sur, no hay montaña más alta hasta llegar a los Andes en América del Sur. La cumbre es una meseta. Tiene gran importancia cultural para los pueblos indígenas y sostiene un hábitat vital para muchas especies endémicas y restringidas a Guadalcanal.